# Championnat canadien de soccer 2024
Navigation
Édition précédente Édition suivante
Le Championnat canadien de soccer 2024 est la dix-septième édition du Championnat canadien, compétition à élimination directe mettant aux prises des clubs de soccer amateurs et professionnels affiliés à l'Association canadienne de soccer. Le vainqueur de la compétition remporte la Coupe des Voyageurs et se qualifie à la Coupe des champions de la CONCACAF 2025. 

## Déroulement
Le 22 février, Canada Soccer a dévoilé le format de la compétition. Il y a quatre tours dans le tournoi : les quarts de finale et les demi-finales se jouent des matchs aller-retour, tandis que la ronde préliminaire et la finale se jouent en match simple.
Les Whitecaps de Vancouver, vainqueurs du Championnat canadien 2023, et le CF Montréal, finaliste, sont directement qualifiés en quarts de finale.

## Participants
Au total, quatorze clubs participent à cette édition.
| Ligue  | Équipe                              | Tour d'entrée     |
| ------ | ----------------------------------- | ----------------- |
| MLS    | Whitecaps de Vancouver              | Quarts de finale  |
| MLS    | CF Montréal                         | Quarts de finale  |
| MLS    | Toronto FC                          | Tour préliminaire |
| PLC    | Pacific FC                          | Tour préliminaire |
| PLC    | Forge FC                            | Tour préliminaire |
| PLC    | Cavalry FC                          | Tour préliminaire |
| PLC    | York United                         | Tour préliminaire |
| PLC    | Valour FC                           | Tour préliminaire |
| PLC    | Wanderers d'Halifax                 | Tour préliminaire |
| PLC    | Vancouver FC                        | Tour préliminaire |
| PLC    | Atlético Ottawa                     | Tour préliminaire |
| Ligue1 | Rovers de TSS (en) (L1BC)           | Tour préliminaire |
| Ligue1 | Rovers de Simcoe County (en) (L1ON) | Tour préliminaire |
| Ligue1 | CS Saint-Laurent (en) (L1QC)        | Tour préliminaire |

1. ↑  Les Highlanders de Victoria (en) ont obtenus leur qualification pour le Championnat canadien en remportant la saison régulière de la League1 BC. Néanmoins, le 8 avril 2024, le club a fait part de sa décision de se retirer de la compétition[2]. Ils ont été remplacés par les Rovers de TSS (en) le 19 avril 2024[3].

## Compétition

### Tableau
|  | Tour préliminaire       | Tour préliminaire       | Tour préliminaire | Tour préliminaire |                        |                        | Quarts de finale | Quarts de finale | Quarts de finale | Quarts de finale |  |  | Demi-finales | Demi-finales | Demi-finales | Demi-finales |  |  | Finale                        | Finale                        | Finale                        | Finale                        |
|  |                         |                         |                   |                   |                        |                        |                  |                  |                  |                  |  |  |              |              |              |              |  |  |                               |                               |                               |                               |
|  |                         |                         |                   |                   |                        |                        | -                | -                | -                | -                |  |  | -            | -            | -            | -            |  |  | 25 septembre 2024 - Vancouver | 25 septembre 2024 - Vancouver | 25 septembre 2024 - Vancouver | 25 septembre 2024 - Vancouver |
|  |                         |                         |                   |                   |                        |                        | -                | -                | -                | -                |  |  | -            | -            | -            | -            |  |  | 25 septembre 2024 - Vancouver | 25 septembre 2024 - Vancouver | 25 septembre 2024 - Vancouver | 25 septembre 2024 - Vancouver |
|  |                         |                         |                   |                   |                        |                        | -                | -                | -                | -                |  |  | -            | -            | -            | -            |  |  | 25 septembre 2024 - Vancouver | 25 septembre 2024 - Vancouver | 25 septembre 2024 - Vancouver | 25 septembre 2024 - Vancouver |
|  |                         |                         |                   |                   |                        |                        | -                | -                | -                | -                |  |  | -            | -            | -            | -            |  |  | 25 septembre 2024 - Vancouver | 25 septembre 2024 - Vancouver | 25 septembre 2024 - Vancouver | 25 septembre 2024 - Vancouver |
|  | Whitecaps de Vancouver  | Whitecaps de Vancouver  | 2                 | 0                 |                        |                        |                  |                  |                  |                  |  |  | -            | -            | -            | -            |  |  | 25 septembre 2024 - Vancouver | 25 septembre 2024 - Vancouver | 25 septembre 2024 - Vancouver | 25 septembre 2024 - Vancouver |
|  | Whitecaps de Vancouver  | Whitecaps de Vancouver  | 2                 | 0                 |                        |                        |                  |                  |                  |                  |  |  | -            | -            | -            | -            |  |  | 25 septembre 2024 - Vancouver | 25 septembre 2024 - Vancouver | 25 septembre 2024 - Vancouver | 25 septembre 2024 - Vancouver |
|  |                         |                         | Cavalry FC        | Cavalry FC        | 1                      | 1                      |                  |                  |                  |                  |  |  | -            | -            | -            | -            |  |  | 25 septembre 2024 - Vancouver | 25 septembre 2024 - Vancouver | 25 septembre 2024 - Vancouver | 25 septembre 2024 - Vancouver |
|  | Cavalry FC              | Cavalry FC              | Cavalry FC        | Cavalry FC        | 1                      | 1                      | 1                | 1                |                  |                  |  |  | -            | -            | -            | -            |  |  | 25 septembre 2024 - Vancouver | 25 septembre 2024 - Vancouver | 25 septembre 2024 - Vancouver | 25 septembre 2024 - Vancouver |
|  | Cavalry FC              | Cavalry FC              | -                 |                   |                        |                        | 1                | 1                |                  |                  |  |  | -            | -            | -            | -            |  |  | 25 septembre 2024 - Vancouver | 25 septembre 2024 - Vancouver | 25 septembre 2024 - Vancouver | 25 septembre 2024 - Vancouver |
|  | Vancouver FC            | Vancouver FC            | 0                 | 0                 |                        |                        |                  |                  |                  |                  |  |  | -            | -            | -            | -            |  |  | 25 septembre 2024 - Vancouver | 25 septembre 2024 - Vancouver | 25 septembre 2024 - Vancouver | 25 septembre 2024 - Vancouver |
|  | Vancouver FC            | Vancouver FC            | 0                 | 0                 | Whitecaps de Vancouver | Whitecaps de Vancouver | 1                | 1                |                  |                  |  |  |              |              |              |              |  |  | 25 septembre 2024 - Vancouver | 25 septembre 2024 - Vancouver | 25 septembre 2024 - Vancouver | 25 septembre 2024 - Vancouver |
|  |                         |                         |                   |                   | Whitecaps de Vancouver | Whitecaps de Vancouver | 1                | 1                |                  |                  |  |  |              |              |              |              |  |  | 25 septembre 2024 - Vancouver | 25 septembre 2024 - Vancouver | 25 septembre 2024 - Vancouver | 25 septembre 2024 - Vancouver |
|  |                         |                         | Pacific FC        | Pacific FC        | 0                      | 0                      |                  |                  |                  |                  |  |  |              |              |              |              |  |  | 25 septembre 2024 - Vancouver | 25 septembre 2024 - Vancouver | 25 septembre 2024 - Vancouver | 25 septembre 2024 - Vancouver |
|  | Pacific FC              | Pacific FC              | Pacific FC        | Pacific FC        | 0                      | 0                      | 1 (5)            | 1 (5)            |                  |                  |  |  |              |              |              |              |  |  | 25 septembre 2024 - Vancouver | 25 septembre 2024 - Vancouver | 25 septembre 2024 - Vancouver | 25 septembre 2024 - Vancouver |
|  | Pacific FC              | Pacific FC              | -                 |                   |                        |                        | 1 (5)            | 1 (5)            |                  |                  |  |  |              |              |              |              |  |  | 25 septembre 2024 - Vancouver | 25 septembre 2024 - Vancouver | 25 septembre 2024 - Vancouver | 25 septembre 2024 - Vancouver |
|  | TSS Rovers              | TSS Rovers              | 1 (4)             | 1 (4)             |                        |                        |                  |                  |                  |                  |  |  |              |              |              |              |  |  | 25 septembre 2024 - Vancouver | 25 septembre 2024 - Vancouver | 25 septembre 2024 - Vancouver | 25 septembre 2024 - Vancouver |
|  | TSS Rovers              | TSS Rovers              | 1 (4)             | 1 (4)             | Pacific FC             | Pacific FC             | 0                | 2                |                  |                  |  |  |              |              |              |              |  |  | 25 septembre 2024 - Vancouver | 25 septembre 2024 - Vancouver | 25 septembre 2024 - Vancouver | 25 septembre 2024 - Vancouver |
|  |                         |                         |                   |                   | Pacific FC             | Pacific FC             | 0                | 2                |                  |                  |  |  |              |              |              |              |  |  | 25 septembre 2024 - Vancouver | 25 septembre 2024 - Vancouver | 25 septembre 2024 - Vancouver | 25 septembre 2024 - Vancouver |
|  |                         |                         | Atlético Ottawa   | Atlético Ottawa   | 0                      | 1                      |                  |                  |                  |                  |  |  |              |              |              |              |  |  | 25 septembre 2024 - Vancouver | 25 septembre 2024 - Vancouver | 25 septembre 2024 - Vancouver | 25 septembre 2024 - Vancouver |
|  | Atlético Ottawa         | Atlético Ottawa         | Atlético Ottawa   | Atlético Ottawa   | 0                      | 1                      | 7                | 7                |                  |                  |  |  |              |              |              |              |  |  | 25 septembre 2024 - Vancouver | 25 septembre 2024 - Vancouver | 25 septembre 2024 - Vancouver | 25 septembre 2024 - Vancouver |
|  | Atlético Ottawa         | Atlético Ottawa         | -                 |                   |                        |                        | 7                | 7                |                  |                  |  |  |              |              |              |              |  |  | 25 septembre 2024 - Vancouver | 25 septembre 2024 - Vancouver | 25 septembre 2024 - Vancouver | 25 septembre 2024 - Vancouver |
|  | Valour FC               | Valour FC               | 0                 | 0                 |                        |                        |                  |                  |                  |                  |  |  |              |              |              |              |  |  | 25 septembre 2024 - Vancouver | 25 septembre 2024 - Vancouver | 25 septembre 2024 - Vancouver | 25 septembre 2024 - Vancouver |
|  | Valour FC               | Valour FC               | 0                 | 0                 | Whitecaps de Vancouver | Whitecaps de Vancouver | 0 (4)            | 0 (4)            |                  |                  |  |  |              |              |              |              |  |  |                               |                               |                               |                               |
|  |                         |                         |                   |                   | Whitecaps de Vancouver | Whitecaps de Vancouver | 0 (4)            | 0 (4)            |                  |                  |  |  |              |              |              |              |  |  |                               |                               |                               |                               |
|  |                         |                         | Toronto FC        | Toronto FC        | 0 (2)                  | 0 (2)                  |                  |                  |                  |                  |  |  |              |              |              |              |  |  |                               |                               |                               |                               |
|  | Toronto FC              | Toronto FC              | Toronto FC        | Toronto FC        | 0 (2)                  | 0 (2)                  | 5                | 5                |                  |                  |  |  |              |              |              |              |  |  |                               |                               |                               |                               |
|  | Toronto FC              | Toronto FC              |                   |                   |                        |                        |                  | 5                |                  |                  |  |  |              |              |              |              |  |  |                               |                               |                               |                               |
|  | Simcoe County Rovers FC | Simcoe County Rovers FC | 0                 | 0                 |                        |                        |                  |                  |                  |                  |  |  |              |              |              |              |  |  |                               |                               |                               |                               |
|  | Simcoe County Rovers FC | Simcoe County Rovers FC | 0                 | 0                 | Toronto FC             | Toronto FC             | 3                | 8                |                  |                  |  |  |              |              |              |              |  |  |                               |                               |                               |                               |
|  |                         |                         |                   |                   | Toronto FC             | Toronto FC             | 3                | 8                |                  |                  |  |  |              |              |              |              |  |  |                               |                               |                               |                               |
|  |                         |                         | CS Saint-Laurent  | CS Saint-Laurent  | 0                      | 1                      |                  |                  |                  |                  |  |  |              |              |              |              |  |  |                               |                               |                               |                               |
|  | HFX Wanderers           | HFX Wanderers           | CS Saint-Laurent  | CS Saint-Laurent  | 0                      | 1                      | 2 (3)            | 2 (3)            |                  |                  |  |  |              |              |              |              |  |  |                               |                               |                               |                               |
|  | HFX Wanderers           | HFX Wanderers           | -                 |                   |                        |                        | 2 (3)            | 2 (3)            |                  |                  |  |  |              |              |              |              |  |  |                               |                               |                               |                               |
|  | CS Saint-Laurent        | CS Saint-Laurent        | 2 (5)             | 2 (5)             |                        |                        |                  |                  |                  |                  |  |  |              |              |              |              |  |  |                               |                               |                               |                               |
|  | CS Saint-Laurent        | CS Saint-Laurent        | 2 (5)             | 2 (5)             | Toronto FC             | Toronto FC             | 1                | 1                |                  |                  |  |  |              |              |              |              |  |  |                               |                               |                               |                               |
|  |                         |                         |                   |                   | Toronto FC             | Toronto FC             | 1                | 1                |                  |                  |  |  |              |              |              |              |  |  |                               |                               |                               |                               |
|  |                         |                         | Forge FC          | Forge FC          | 2                      | 0                      |                  |                  |                  |                  |  |  |              |              |              |              |  |  |                               |                               |                               |                               |
|  |                         |                         |                   |                   | 2                      | 0                      |                  |                  |                  |                  |  |  |              |              |              |              |  |  |                               |                               |                               |                               |
|  |                         |                         |                   |                   |                        |                        |                  |                  |                  |                  |  |  |              |              |              |              |  |  |                               |                               |                               |                               |
|  |                         |                         |                   |                   |                        |                        |                  |                  |                  |                  |  |  |              |              |              |              |  |  |                               |                               |                               |                               |
|  | CF Montréal             | CF Montréal             | 1                 | 1                 |                        |                        |                  |                  |                  |                  |  |  |              |              |              |              |  |  |                               |                               |                               |                               |
|  | CF Montréal             | CF Montréal             | 1                 | 1                 |                        |                        |                  |                  |                  |                  |  |  |              |              |              |              |  |  |                               |                               |                               |                               |
|  |                         |                         | Forge FC          | Forge FC          | 1                      | 2                      |                  |                  |                  |                  |  |  |              |              |              |              |  |  |                               |                               |                               |                               |
|  | Forge FC                | Forge FC                | Forge FC          | Forge FC          | 1                      | 2                      | 3                | 3                |                  |                  |  |  |              |              |              |              |  |  |                               |                               |                               |                               |
|  | Forge FC                | Forge FC                |                   |                   |                        |                        |                  | 3                |                  |                  |  |  |              |              |              |              |  |  |                               |                               |                               |                               |
|  | York United             | York United             | 1                 | 1                 |                        |                        |                  |                  |                  |                  |  |  |              |              |              |              |  |  |                               |                               |                               |                               |
|  | York United             | York United             | 1                 | 1                 |                        |                        |                  |                  |                  |                  |  |  |              |              |              |              |  |  |                               |                               |                               |                               |
|  |                         |                         |                   |                   |                        |                        |                  |                  |                  |                  |  |  |              |              |              |              |  |  |                               |                               |                               |                               |

### Résultats

#### Premier tour
| 23 avril 2024 | Cavalry FC      | 1 - 0   | Vancouver FC | Stade ATCO, Calgary                                 |                                                     |
| 21h00 UTC−5   | Warschewski 66e | (0 - 0) |              | Spectateurs : 1 946 Arbitrage : Pierre-Luc Lauzière | Spectateurs : 1 946 Arbitrage : Pierre-Luc Lauzière |
| 21h00 UTC−5   | Rapport         |         |              | Spectateurs : 1 946 Arbitrage : Pierre-Luc Lauzière | Spectateurs : 1 946 Arbitrage : Pierre-Luc Lauzière |

| 24 avril 2024 | Toronto FC                                                   | 5 - 0   | Simcoe County Rovers FC | BMO Field, Toronto                             |                                                |
| 19h30         | Owusu 18e · Mailula 30e · Long 33e · Osorio 39e · Spicer 76e | (4 - 0) |                         | Spectateurs : 11 430 Arbitrage : Michael Venne | Spectateurs : 11 430 Arbitrage : Michael Venne |
| 19h30         | Rapport                                                      |         |                         | Spectateurs : 11 430 Arbitrage : Michael Venne | Spectateurs : 11 430 Arbitrage : Michael Venne |

| 1er mai 2024 | Atlético Ottawa                                                          | 7 - 0   | Valour FC | Stade Place TD, Ottawa                       |                                              |
| 19h00 UTC−5  | Bassett 14e (pen.) 64e · Zapater 30e 37e · del Campo 31e 69e · Tabla 63e | (4 - 0) |           | Spectateurs : 2 492 Arbitrage : Scott Bowman | Spectateurs : 2 492 Arbitrage : Scott Bowman |
| 19h00 UTC−5  | Rapport                                                                  |         |           | Spectateurs : 2 492 Arbitrage : Scott Bowman | Spectateurs : 2 492 Arbitrage : Scott Bowman |

| 1er mai 2024 | Forge FC                        | 3 - 1   | York United FC | Tim Hortons Field, Hamilton                 |                                             |
| 19h00 UTC−5  | Hamilton 8e 40e · Choinière 17e | (3 - 0) | 57e Martínez   | Spectateurs : 2 471 Arbitrage : Ben Hoskins | Spectateurs : 2 471 Arbitrage : Ben Hoskins |
| 19h00 UTC−5  | Rapport                         |         |                | Spectateurs : 2 471 Arbitrage : Ben Hoskins | Spectateurs : 2 471 Arbitrage : Ben Hoskins |

| 1er mai 2024 | Pacific FC                                                                       | 1 - 1             | TSS FC Rovers                                             | Stade Starlight, Langford                  |                                            |
| 22h00 UTC−5  | Moore                                                                            | (1 - 1)           | Hennessy                                                  | Spectateurs : 2 161 Arbitrage : Alain Ruch | Spectateurs : 2 161 Arbitrage : Alain Ruch |
| 22h00 UTC−5  | Rapport                                                                          |                   |                                                           | Spectateurs : 2 161 Arbitrage : Alain Ruch | Spectateurs : 2 161 Arbitrage : Alain Ruch |
| 22h00 UTC−5  | Sellouf · Meilleur-Giguère · Yeates · Tîrcoveanu · Dada-Luke · Toussaint · Heard | Tirs au but 5 - 4 | Polisi · Jones · O'Hea · Hennessy · White · Zohar · Mejia | Spectateurs : 2 161 Arbitrage : Alain Ruch | Spectateurs : 2 161 Arbitrage : Alain Ruch |

| 2 mai 2024  | HFX Wanderers FC                      | 2 - 2             | CS Saint-Laurent                          | Wanderers Grounds, Halifax                  |                                             |
| 18h00 UTC−5 | Nimick 29e (pen.) · Telfer 83e        | (1 - 1)           | 33e (pen.) Kane · 65e Kwemi               | Spectateurs : 4 588 Arbitrage : Filip Dujic | Spectateurs : 4 588 Arbitrage : Filip Dujic |
| 18h00 UTC−5 | Rapport                               |                   |                                           | Spectateurs : 4 588 Arbitrage : Filip Dujic | Spectateurs : 4 588 Arbitrage : Filip Dujic |
| 18h00 UTC−5 | Nimick · Callegari · Telfer · Volesky | Tirs au but 3 - 5 | Kwemi · Mlah · Boughanmi · Sakande · Kane | Spectateurs : 4 588 Arbitrage : Filip Dujic | Spectateurs : 4 588 Arbitrage : Filip Dujic |

#### Quarts de finale
| 7 mai 2024  | Cavalry FC | 1 - 2   | Whitecaps de Vancouver | Stade ATCO, Calgary                         |                                             |
| 21h00 UTC−5 | Shaw 90+3e | (0 - 1) | 45+2e 80e Johnson      | Spectateurs : 4 084 Arbitrage : Ben Hoskins | Spectateurs : 4 084 Arbitrage : Ben Hoskins |
| 21h00 UTC−5 | Rapport    |         |                        | Spectateurs : 4 084 Arbitrage : Ben Hoskins | Spectateurs : 4 084 Arbitrage : Ben Hoskins |

| 21 mai 2024 | Whitecaps de Vancouver | 0 - 1   | Cavalry FC            | BC Place, Vancouver                             |                                                 |
| 22h30 UTC−5 |                        | (0 - 1) | 32e (csc) Veselinović | Spectateurs : 11 863 Arbitrage : Mathieu Souaré | Spectateurs : 11 863 Arbitrage : Mathieu Souaré |
| 22h30 UTC−5 | Rapport                |         |                       | Spectateurs : 11 863 Arbitrage : Mathieu Souaré | Spectateurs : 11 863 Arbitrage : Mathieu Souaré |

Les Whitecaps de Vancouver se qualifient pour les demi-finales grâce aux buts marqués à l'extérieur.
| 8 mai 2024  | Atlético Ottawa | 0 - 0   | Pacific FC | Stade Place TD, Ottawa                                |                                                       |
| 19h00 UTC−5 |                 | (0 - 0) |            | Spectateurs : 1 977 Arbitrage : Marie-Soleil Beaudoin | Spectateurs : 1 977 Arbitrage : Marie-Soleil Beaudoin |
| 19h00 UTC−5 | Rapport         |         |            | Spectateurs : 1 977 Arbitrage : Marie-Soleil Beaudoin | Spectateurs : 1 977 Arbitrage : Marie-Soleil Beaudoin |

| 29 mai 2024 | Pacific FC                     | 2 - 1   | Atlético Ottawa | Stade Starlight, Langford                           |                                                     |
| 22h00 UTC−5 | Sellouf 28e (pen.) · Heard 34e | (2 - 0) | 60e Salter      | Spectateurs : 2 810 Arbitrage : Pierre-Luc Lauzière | Spectateurs : 2 810 Arbitrage : Pierre-Luc Lauzière |
| 22h00 UTC−5 | Rapport                        |         |                 | Spectateurs : 2 810 Arbitrage : Pierre-Luc Lauzière | Spectateurs : 2 810 Arbitrage : Pierre-Luc Lauzière |

Le Pacific FC se qualifie sur l'ensemble des deux rencontres (2-1).
| 7 mai 2024  | Forge FC      | 1 - 1   | CF Montréal | Tim Hortons Field, Hamilton                       |                                                   |
| 11h00 UTC−5 | Choinière 31e | (1 - 0) | 52e Duke    | Spectateurs : 14 923 Arbitrage : Renzo Villanueva | Spectateurs : 14 923 Arbitrage : Renzo Villanueva |
| 11h00 UTC−5 | Rapport       |         |             | Spectateurs : 14 923 Arbitrage : Renzo Villanueva | Spectateurs : 14 923 Arbitrage : Renzo Villanueva |

| 22 mai 2024 | CF Montréal | 1 - 2   | Forge FC             | Stade Saputo, Montréal                                |                                                       |
| 19h30 UTC−5 | Wanyama 65e | (0 - 2) | 14e Parra · 24e Poku | Spectateurs : 7 582 Arbitrage : Marie-Soleil Beaudoin | Spectateurs : 7 582 Arbitrage : Marie-Soleil Beaudoin |
| 19h30 UTC−5 | Rapport     |         |                      | Spectateurs : 7 582 Arbitrage : Marie-Soleil Beaudoin | Spectateurs : 7 582 Arbitrage : Marie-Soleil Beaudoin |

Le Forge FC se qualifie sur l'ensemble des deux rencontres (3-2).
| 8 mai 2024  | CS Saint-Laurent | 0 - 3   | Toronto FC                                  | Complexe sportif Claude-Robillard, Montréal   |                                               |
| 19h00 UTC−5 |                  | (0 - 0) | 50e Longstaff · 59e Kerr · 76e Bernardeschi | Spectateurs : 6 482 Arbitrage : Michael Venne | Spectateurs : 6 482 Arbitrage : Michael Venne |
| 19h00 UTC−5 | Rapport          |         |                                             | Spectateurs : 6 482 Arbitrage : Michael Venne | Spectateurs : 6 482 Arbitrage : Michael Venne |

| 21 mai 2024 | Toronto FC                                                                             | 8 - 1   | CS Saint-Laurent | BMO Field, Toronto                           |                                              |
| 19h00 UTC−5 | Kerr 12e 14e 43e 72e · Mailula 50e · Etienne 56e (pen.) · Goulet 62e (csc) · Owusu 80e | (3 - 0) | 89e Aristilde    | Spectateurs : 9 148 Arbitrage : Yusri Rudolf | Spectateurs : 9 148 Arbitrage : Yusri Rudolf |
| 19h00 UTC−5 | Rapport                                                                                |         |                  | Spectateurs : 9 148 Arbitrage : Yusri Rudolf | Spectateurs : 9 148 Arbitrage : Yusri Rudolf |

Le Toronto FC se qualifie sur l'ensemble des deux rencontres (11-1).

#### Demi-finales
| 10 juillet 2024 | Pacific FC | 0 - 1   | Whitecaps de Vancouver | Stade Starlight, Langford                        |                                                  |
| 22h00 UTC−5     |            | (0 - 0) | 58e Gauld              | Spectateurs : 5 103 Arbitrage : Renzo Villanueva | Spectateurs : 5 103 Arbitrage : Renzo Villanueva |
| 22h00 UTC−5     | Rapport    |         |                        | Spectateurs : 5 103 Arbitrage : Renzo Villanueva | Spectateurs : 5 103 Arbitrage : Renzo Villanueva |

| 27 août 2024 | Whitecaps de Vancouver | 1 - 0   | Pacific FC | BC Place, Vancouver                            |                                                |
| 22h30 TC−05  | Gauld                  | (1 - 0) |            | Spectateurs : 10 966 Arbitrage : Michael Venne | Spectateurs : 10 966 Arbitrage : Michael Venne |
| 22h30 TC−05  | Rapport                |         |            | Spectateurs : 10 966 Arbitrage : Michael Venne | Spectateurs : 10 966 Arbitrage : Michael Venne |

Les Whitecaps de Vancouver se qualifient sur l'ensemble des deux rencontres (2-0),.
| 10 juillet 2024 | Forge FC                 | 2 - 1 | Toronto FC | Tim Hortons Field, Hamilton                  |                                              |
| 19h00 UTC−5     | Badibanga 11e · Poku 14e |       | 88e Owusu  | Spectateurs : 11 341 Arbitrage : Ben Hoskins | Spectateurs : 11 341 Arbitrage : Ben Hoskins |
| 19h00 UTC−5     | Rapport                  |       |            | Spectateurs : 11 341 Arbitrage : Ben Hoskins | Spectateurs : 11 341 Arbitrage : Ben Hoskins |

| 27 août 2024 | Toronto FC  | 1 - 0   | Forge FC | BMO Field, Toronto                                |                                                   |
| 19h00 UTC−5  | Insigne 50e | (0 - 0) |          | Spectateurs : 20 173 Arbitrage : Renzo Villanueva | Spectateurs : 20 173 Arbitrage : Renzo Villanueva |
| 19h00 UTC−5  | Rapport     |         |          | Spectateurs : 20 173 Arbitrage : Renzo Villanueva | Spectateurs : 20 173 Arbitrage : Renzo Villanueva |

Le Toronto FC se qualifie pour la finale grâce aux buts marqués à l'extérieur,.

#### Finale
Les Withecaps de Vancouver s'imposent aux tirs au but contre Toronto. Ils remportent leur 4e Coupe des Voyageurs et la 3e consécutivement,. Isaac Boehmer, le gardien de Vancouver, est désigné à la fois meilleur joueur de la compétition et meilleur jeune.
| 25 septembre 2024 | Whitecaps de Vancouver                        | 0 - 0             | Toronto FC                            | BC Place, Vancouver                                    |                                                        |
| 19h00 UTC−5       |                                               | (0 - 0)           |                                       | Spectateurs : 12 516 Arbitrage : Marie-Soleil Beaudoin | Spectateurs : 12 516 Arbitrage : Marie-Soleil Beaudoin |
| 19h00 UTC−5       | Rapport                                       |                   |                                       | Spectateurs : 12 516 Arbitrage : Marie-Soleil Beaudoin | Spectateurs : 12 516 Arbitrage : Marie-Soleil Beaudoin |
| 19h00 UTC−5       | Gauld · Armstrong · Berhalter · White · Utvik | Tirs au but 4 - 2 | Owusu · Longstaff · Thompson · Osorio | Spectateurs : 12 516 Arbitrage : Marie-Soleil Beaudoin | Spectateurs : 12 516 Arbitrage : Marie-Soleil Beaudoin |

### Classement des buteurs
| # | Buteur          | Club                   | MJ | Buts |
| - | --------------- | ---------------------- | -- | ---- |
| 1 | Deandre Kerr    | Toronto FC             | 4  | 5    |
| 2 | Prince Owusu    | Toronto FC             | 5  | 3    |
| 3 | Ollie Bassett   | Atlético Ottawa        | 3  | 2    |
| 3 | David Choinière | Forge FC               | 5  | 2    |
| 3 | Rubén del Campo | Atlético Ottawa        | 3  | 2    |
| 3 | Ryan Gauld      | Whitecaps de Vancouver | 5  | 2    |
| 3 | Jordan Hamilton | Forge FC               | 5  | 2    |
| 3 | Levonte Johnson | Whitecaps de Vancouver | 3  | 2    |
| 3 | Cassius Mailula | Toronto FC             | 3  | 2    |
| 3 | Kwasi Poku      | Forge FC               | 4  | 2    |
| 3 | Alberto Zapater | Atlético Ottawa        | 3  | 2    |